# Майкъл Карик
Майкъл Карик (на английски: Michael Carrick) е бивш английски футболист, роден на 28 юли 1981 г. в Уолсенд, Англия.

## Кариера
Англичанинът започва кариерата си в Уолсенд – същият клуб, от който започват кариерата си Алън Шиърър и Питър Биърдзли, преди да подпише професионален договор с Уест Хем през 1998 г. Заедно с Джо Коул, Карик играе важна роля за победата над Ковънтри с 9-0 във финала за купата на Англия за младежи и отбелязва 2 гола.
През сезон 1999/2000 Карик играе под наем в Суиндън, а през следващия преминава отново под наем, този път в Бирмингам. Мачовете му за „сините“ през сезон 2000/2001 му донасят номинация за най-добър млад играч на сезона, но Стивън Джерард от Ливърпул му отмъква наградата.
Карик прекарва по-голямата част от сезон 2002/2003 извън терена заради контузия, а Уест Хем отпадат от Висшата лига в края на сезона. За разлика от Джо Коул, Фреди Кануте и Джърмейн Дефо, които напускат тима, Карик остава при „чуковете“ в Първа дивизия. Лондончани губят плейоф за влизане в Премиършип. През 2004 г. Карик преминава в Тотнъм за 2,75 милиона паунда.
След 14 мача за младежкия състав на Англия, Майкъл Карик дебютира за мъжете през 2001 г. на 19 години. Той взема участие в състава на Англия на Световното първенство в Германия през 2006 г.
В състава на Манчестър Юнайтед англичанинът наследява фланелката с номер 16 от Рой Кийн.
На 2 декември 2021 г. взема решение да напусне Манчестър Юнайтед, след победата над Арсенал с 3:2 и назначението на временния наставник на „червените дяволи“ Ралф Рангник.